# 美洲大學協會
美國大學協會（英語：Association of American Universities，縮寫：AAU，又稱美洲大學協會）是由美國和加拿大71所大學組成的一個教學和學術研究組織，目前成员中69所位於美國境内，2所位於加拿大境内。协会會員資格只能通過邀請獲得，並且需要四分之三的現任會員投票贊成。

## 歷史

### 20世纪上半叶
美国大学协会成立于1900年2月28日，由美国14所授予哲学博士学位的大学——约翰斯·霍普金斯大学、芝加哥大学、哥伦比亚大学、哈佛大学、加州大学伯克利分校、密西根大學、耶魯大學、普林斯頓大學、威斯康星大学、康奈尔大学、賓夕法尼亞大學、史丹福大學、美國天主教大學、克拉克大學——组成，旨在加强和规范美国的博士课程。
当时，密歇根大学和约翰斯·霍普金斯大学等美国大学试图采用研究密集型的德国高等教育模式。缺乏标准化损害了欧洲高校对美国高校的看法，许多美国学生选择赴欧洲而不是留在美国读研究生。哈佛大学、哥伦比亚大学、约翰斯·霍普金斯大学、芝加哥大学和加州大学伯克利分校五校校长向其他九所大学发出邀请函，邀请他们于1900年2月在芝加哥开会，以促进和提高标准。美国大学协会创始成员选举哈佛大学的查尔斯·威廉·艾略特为协会首任会长，选举斯坦福大学的大卫·斯塔尔·乔丹为协会首任主席。
1904年，弗吉尼亚大学加入，是美国大学协会成立后第一个入会的高校。1908至1917年，大批中西部高校入会。1908年，伊利诺伊大学、明尼苏达大学和密苏里大学加入。1909年，印第安纳大学、爱荷华大学、内布拉斯加大学和堪萨斯大学加入。1916年，俄亥俄州立大学加入。1917年，西北大学加入。
1914年，美国大学协会开始认证其成员学校和其他学校的本科教育。当时，德国大学采用美国大学协会的认可名单来确定一所美国大学的毕业生是否有资格攻读研究生课程。1920年代，美国出现了区域性认证机构，美国大学协会最终于1948年停止认证学校。
1922年和1923年，北卡罗莱纳大学和圣路易华盛顿大学分别加入。1926年，加拿大的麦吉尔大学和多伦多大学加入。1929年，德克萨斯大学加入。1933年，布朗大学加入。1934年，加州理工学院和麻省理工学院加入。1938年和1941年，杜克大学和罗彻斯特大学分别加入。

### 20世纪下半叶
1950年，纽约大学、范德堡大学和华盛顿大学加入。1958年，宾夕法尼亚州立大学、普渡大学、爱荷华州立大学和杜兰大学加入。1964年，密歇根州立大学加入。1966年，科罗拉多大学和雪城大学加入。1969年，马里兰大学、俄勒冈大学、南加州大学和凯斯西储大学加入。
在最初的60年里，美国大学协会作为精英研究型大学的校长和院长非正式讨论教育问题的俱乐部，其日常运营由执行秘书管理。1970年代，美国大学联合会转变为积极倡导其成员利益的角色，提高了会费，聘用了更多工作人员，首席执行官被授予了主席的头衔，并承担了比其前任更加公开的职责。
1974年，加州大学洛杉矶分校和匹兹堡大学加入。1982年，卡内基·梅隆大学加入。1985年，亚利桑那大学、布兰戴斯大学、佛罗里达大学和莱斯大学加入。1989年，罗格斯大学和布法罗大学加入。
1995年，埃默里大学和加州大学圣塔芭芭拉分校加入。1996年，加州大学戴维斯分校和加州大学欧文分校加入。1999年，创会成员克拉克大学退出。

### 21世纪
2001年，石溪大学和德克萨斯农工大学加入。2002年，创会成员美国天主教大学退出。2010年，乔治亚理工学院加入。2011年，内布拉斯加大学和雪城大学退出。2012年，波士顿大学加入。2019年，达特茅斯学院、加州大学圣克鲁兹分校和犹他大学加入。
2021年，塔夫茨大学加入。2022年，爱荷华州立大学退出。2023年，亚利桑那州立大学、乔治·华盛顿大学、加州大学河滨分校、迈阿密大学、圣母大学、南佛罗里达大学加入。至此，美国大学协会由71所美国和加拿大大学组成。

## 创始成员
| 中文校名            | 创建年份 | 教俗背景       | 公私属性 | 退出与否     |
| ------------------- | -------- | -------------- | -------- | ------------ |
| 哈佛大學            | 1636年   | 公理会加尔文宗 | 私立     | 否           |
| 耶魯大學            | 1701年   | 公理会加尔文宗 | 私立     | 否           |
| 賓夕法尼亞大學      | 1740年   | 圣公会循道宗   | 私立     | 否           |
| 普林斯頓大學        | 1746年   | 长老会加尔文宗 | 私立     | 否           |
| 哥倫比亞大學        | 1754年   | 圣公会         | 私立     | 否           |
| 密西根大學          | 1817年   | 密西根州       | 公立     | 否           |
| 威斯康星大学        | 1848年   | 威斯康星州     | 公立     | 否           |
| 康乃爾大學          | 1865年   | 无宗派         | 私立     | 否           |
| 加州大學柏克萊分校  | 1868年   | 加利福尼亚州   | 公立     | 否           |
| 约翰斯·霍普金斯大学 | 1876年   | 贵格会         | 私立     | 否           |
| 美國天主教大學      | 1887年   | 天主教会       | 私立     | 是（2002年） |
| 克拉克大學          | 1887年   | 天主教会       | 私立     | 是（1999年） |
| 芝加哥大学          | 1890年   | 无宗派         | 私立     | 否           |
| 斯坦福大学          | 1891年   | 无宗派         | 私立     | 否           |

## 成员列表

### 现有成员
| 中文校名             | 国家   | 州或省份     | 公私属性 | 成立年份 | 加入年份 | 学生总数 |
| -------------------- | ------ | ------------ | -------- | -------- | -------- | -------- |
| 亚利桑那州立大学     | 美国   | 亚利桑那州   | 公立     | 1885     | 2023     | 144,800  |
| 波士頓大學           | 美国   | 马萨诸塞州   | 私立     | 1839     | 2012     | 36,729   |
| 布兰迪斯大学         | 美国   | 马萨诸塞州   | 私立     | 1948     | 1985     | 5,808    |
| 布朗大學             | 美国   | 罗德岛州     | 私立     | 1764     | 1933     | 8,619    |
| 加州理工學院         | 美国   | 加利福尼亞州 | 私立     | 1891     | 1934     | 2,231    |
| 卡内基·梅隆大学      | 美国   | 宾夕法尼亚州 | 私立     | 1900     | 1982     | 12,908   |
| 凱斯西儲大學         | 美国   | 俄亥俄州     | 私立     | 1826     | 1969     | 12,201   |
| 哥倫比亞大學         | 美国   | 纽约州       | 私立     | 1754     | 1900     | 29,250   |
| 康乃爾大學           | 美国   | 纽约州       | 私立     | 1865     | 1900     | 21,904   |
| 達特茅斯學院         | 美国   | 新罕布什尔州 | 私立     | 1769     | 2019     | 6,571    |
| 杜克大學             | 美国   | 北卡罗莱纳州 | 私立     | 1838     | 1938     | 14,600   |
| 埃默里大學           | 美国   | 佐治亚州     | 私立     | 1836     | 1995     | 14,513   |
| 喬治·華盛頓大學      | 美国   | 华盛顿特区   | 私立     | 1821     | 2023     | 26,457   |
| 喬治亞理工學院       | 美国   | 佐治亚州     | 公立     | 1885     | 2010     | 29,370   |
| 哈佛大學             | 美国   | 马萨诸塞州   | 私立     | 1636     | 1900     | 21,000   |
| 印第安纳大学         | 美国   | 印第安纳州   | 公立     | 1820     | 1909     | 42,731   |
| 约翰斯·霍普金斯大学  | 美国   | 马里兰州     | 私立     | 1876     | 1900     | 23,073   |
| 麻省理工學院         | 美国   | 马萨诸塞州   | 私立     | 1861     | 1934     | 11,319   |
| 麦吉尔大学           | 加拿大 | 魁北克省     | 公立     | 1821     | 1926     | 36,904   |
| 密歇根州立大学       | 美国   | 密西根州     | 公立     | 1855     | 1964     | 51,316   |
| 紐約大學             | 美国   | 纽约州       | 私立     | 1831     | 1950     | 61,950   |
| 西北大学             | 美国   | 伊利诺伊州   | 私立     | 1851     | 1917     | 21,208   |
| 俄亥俄州立大學       | 美国   | 俄亥俄州     | 公立     | 1870     | 1916     | 60,540   |
| 賓夕法尼亞州立大學   | 美国   | 宾夕法尼亚州 | 公立     | 1855     | 1958     | 45,518   |
| 普林斯頓大學         | 美国   | 新泽西州     | 私立     | 1746     | 1900     | 8,010    |
| 普渡大學             | 美国   | 印第安纳州   | 公立     | 1869     | 1958     | 52,211   |
| 萊斯大學             | 美国   | 德克萨斯州   | 私立     | 1912     | 1985     | 8,212    |
| 罗格斯大学           | 美国   | 新泽西州     | 公立     | 1766     | 1989     | 41,565   |
| 斯坦福大学           | 美国   | 加利福尼亚州 | 私立     | 1891     | 1900     | 15,877   |
| 石溪大学             | 美国   | 纽约州       | 公立     | 1957     | 2001     | 26,814   |
| 德克萨斯农工大学     | 美国   | 德克萨斯州   | 公立     | 1876     | 2001     | 77,491   |
| 塔夫茨大學           | 美国   | 马萨诸塞州   | 私立     | 1852     | 2021     | 11,024   |
| 杜蘭大學             | 美国   | 路易斯安那州 | 私立     | 1834     | 1958     | 13,462   |
| 布法罗大学           | 美国   | 纽约州       | 公立     | 1846     | 1989     | 30,183   |
| 亚利桑那大学         | 美国   | 亚利桑那州   | 公立     | 1885     | 1985     | 40,223   |
| 加州大学伯克利分校   | 美国   | 加利福尼亚州 | 公立     | 1868     | 1900     | 36,204   |
| 加州大學戴維斯分校   | 美国   | 加利福尼亚州 | 公立     | 1905     | 1996     | 34,175   |
| 加州大学欧文分校     | 美国   | 加利福尼亚州 | 公立     | 1965     | 1996     | 29,588   |
| 加州大學洛杉磯分校   | 美国   | 加利福尼亚州 | 公立     | 1919     | 1974     | 42,163   |
| 加州大學河濱分校     | 美国   | 加利福尼亚州 | 公立     | 1907     | 2023     | 26,809   |
| 加州大學聖地牙哥分校 | 美国   | 加利福尼亚州 | 公立     | 1960     | 1982     | 30,310   |
| 加州大学圣巴巴拉分校 | 美国   | 加利福尼亚州 | 公立     | 1944     | 1995     | 25,057   |
| 加州大学圣克鲁斯分校 | 美国   | 加利福尼亚州 | 公立     | 1965     | 2019     | 19,457   |
| 芝加哥大學           | 美国   | 伊利诺伊州   | 私立     | 1890     | 1900     | 14,954   |
| 科罗拉多大学         | 美国   | 科罗拉多州   | 公立     | 1876     | 1966     | 32,775   |
| 佛羅里達大學         | 美国   | 佛罗里达州   | 公立     | 1853     | 1985     | 55,781   |
| 伊利诺伊大学         | 美国   | 伊利诺伊州   | 公立     | 1867     | 1908     | 44,520   |
| 爱荷华大学           | 美国   | 爱荷华州     | 公立     | 1847     | 1909     | 31,065   |
| 堪萨斯大学           | 美国   | 堪萨斯州     | 公立     | 1865     | 1909     | 27,983   |
| 马里兰大学           | 美国   | 马里兰州     | 公立     | 1856     | 1969     | 37,631   |
| 迈阿密大学           | 美国   | 佛罗里达州   | 私立     | 1925     | 2023     | 19,402   |
| 密歇根大学           | 美国   | 密西根州     | 公立     | 1817     | 1900     | 43,426   |
| 明尼苏达大学         | 美国   | 明尼苏达州   | 公立     | 1851     | 1908     | 52,376   |
| 密蘇里大學           | 美国   | 密苏里州     | 公立     | 1839     | 1908     | 35,441   |
| 北卡罗莱纳大学       | 美国   | 北卡罗莱纳州 | 公立     | 1789     | 1922     | 29,390   |
| 聖母大學             | 美国   | 印第安纳州   | 私立     | 1842     | 2023     | 12,809   |
| 俄勒岡大學           | 美国   | 俄勒冈州     | 公立     | 1876     | 1969     | 22,980   |
| 賓夕法尼亞大學       | 美国   | 宾夕法尼亚州 | 私立     | 1740     | 1900     | 24,630   |
| 匹兹堡大学           | 美国   | 宾夕法尼亚州 | 公立     | 1787     | 1974     | 28,649   |
| 羅徹斯特大學         | 美国   | 纽约州       | 私立     | 1850     | 1941     | 10,290   |
| 南佛罗里达大学       | 美国   | 佛罗里达州   | 公立     | 1956     | 2023     | 49,766   |
| 南加州大學           | 美国   | 加利福尼亚州 | 私立     | 1880     | 1969     | 48,500   |
| 德克萨斯大学         | 美国   | 德克萨斯州   | 公立     | 1883     | 1929     | 51,913   |
| 多倫多大學           | 加拿大 | 安大略省     | 公立     | 1827     | 1926     | 97,678   |
| 犹他大学             | 美国   | 犹他州       | 公立     | 1850     | 2019     | 32,994   |
| 弗吉尼亚大学         | 美国   | 弗吉尼亚州   | 公立     | 1819     | 1904     | 24,360   |
| 華盛頓大學           | 美国   | 华盛顿州     | 公立     | 1861     | 1950     | 43,762   |
| 威斯康星大学         | 美国   | 威斯康星州   | 公立     | 1848     | 1900     | 43,275   |
| 范德堡大学           | 美国   | 田纳西州     | 私立     | 1873     | 1950     | 12,795   |
| 聖路易華盛頓大學     | 美国   | 密苏里州     | 私立     | 1853     | 1923     | 14,117   |
| 耶魯大學             | 美国   | 康涅狄克州   | 私立     | 1701     | 1900     | 13,609   |

### 已退出的成员
| 中文校名       | 国家 | 州或省份     | 公私属性 | 成立年份 | 加入年份 | 退出年份 | 学生总数 |
| -------------- | ---- | ------------ | -------- | -------- | -------- | -------- | -------- |
| 美國天主教大學 | 美国 | 华盛顿特区   | 私立     | 1887     | 1900     | 2002     | 5,771    |
| 克拉克大學     | 美国 | 马萨诸塞州   | 私立     | 1887     | 1900     | 1999     | 3,498    |
| 爱荷华州立大学 | 美国 | 爱荷华州     | 公立     | 1858     | 1958     | 2022     | 30,708   |
| 雪城大學       | 美国 | 纽约州       | 私立     | 1870     | 1966     | 2011     | 21,322   |
| 内布拉斯加大学 | 美国 | 内布拉斯加州 | 公立     | 1869     | 1909     | 2011     | 25,820   |